# Menachem Mendel Schneersohn
Menachem Mendel Schneersohn (in ebraico (מנחם מנדל שניאורסון (הצמח צדק‎?, in russo Менахем Мендель Шнеерсон?, Menachem Mendel' Šneerson; Lëzna, 9 settembre 1789 – Ljubaviči, 17 marzo 1866) è stato un filosofo, mistico e rabbino russo, terzo Rebbe del movimento Chabad-Lubavitch e il primo della famiglia Schneersohn alla guida di Chabad.
Conosciuto anche con l'appellativo Tzemach Tzedek (Цемах-Цедек), Schneersohn fu un rabbino ortodosso e rebbe (capo spirituale, nell'ebraismo chassidico) dei chassidim Chabad. Durante la sua vita fu inoltre rinomato per la sua autorevolezza nello svolgere il ruolo di giurista halakhico.

## Biografia
Nacque a Liozna, in Russia, il 29 Elul 5549. Sua madre Devorah Leah morì appena tre anni dopo e il padre di lei, Rabbi Shneur Zalman di Liadi, lo crebbe come fosse suo figlio.  Sposò sua prima cugina Chaya Mushka, figlia di Rabbi Dovber Schneuri.  Dopo la morte di suo suocero/zio e tre anni di interregno, durante i quali cercò di convincere i chassidim a scegliere suo cognato Menachem-Nachum Schneuri o suo zio Chaim-Avraham Boruchovitch come capi religiosi, assunse finalmente la guida del movimento Lubavitch alla vigilia di Shavuot 5591 (5 maggio 1831).
Venne conosciuto con l'appellativo Tzemach Tzedek ("Germoglio Virtuoso" o "Gemma Rigogliosa"), eponimo di un voluminoso compendio sull'halakha (legge ebraica) che aveva scritto. Fu anche autore della Derech Mitzvotecha ("La via dei tuoi Comandamenti"), un'esposizione mistica delle Mitzvot. Redasse per la pubblicazione le opere maggiori di Rabbi Shneur Zalman di Liadi: Siddur Mi'Kol Ha'Shanah (noto come Siddur Im Dach), Likutei Torah e Torah Ohr. Scrisse inoltre il testo filosofico intitolato "Sefer Chakira: Derech Emuna" (Libro di filosofia: la vita della fede).
Lo Tzemach Tzedek ebbe stretti legami con altri capi religiosi ebraici. Durante la sua battaglia contro l'Haskalah in Russia formò una forte alleanza con Rabbi Yitzchak di Volozhin, leader principale dei misnagdim, che portò a più calde relazioni tra loro e i chassidim.
Secondo Baruch Epstein, suo padre Rabbi Yechiel Michel Epstein passò sei mesi sotto la tutela dello Tzemach Tzedek e imparò la maggior parte della mistica chassidica in quel periodo.  Questa informazione è però confutata.
La sua profonda amicizia con il professor I. Berstenson, medico di corte presso lo zar, spesso fu di aiuto durante delicate trattative riguardanti il benessere della comunità ebraica.
Fondò un'organizzazione chiamata Hevras Techiyas Hameisim per assistere ragazzi-soldato ebrei che venivano reclutati e convertiti al Cristianesimo dall'esercito russo. Questi soldati, conosciuti come cantonisti, venivano portati via dai villaggi ebraici e trapiantati altrove, in altre località. Schneersohn fece in modo che i suoi studenti andassero a trovarli regolarmente per tenerli su di morale e scoraggiarli dal convertirsi.
Negli anni 1844-45 cercò di aumentare l'iscrizione e la frequenza delle Yeshiva Chabad a Dubrovno e Kalisk, incrementando il numero di studenti ad un totale di 600 giovani. Ripetuti tentativi delle autorità di intrappolarlo con false accuse usando informatori come Hershel Hodesh, Beniamino l'Apostata e Lipman Feldman, non ebbero successo.
Schneersohn morì a Lyubavichi (Lubavitch, Russia) il 13 Nissan 5626.

## Figli
Lo Tzemach Tzedek ebbe sei figli e due figlie. I figli erano i seguenti:
1. Rabbi Baruch Shalom (1805-1869) non diventò mai Rebbe. Condusse una vita molto umile, nonostante la sua grandezza. Suo pronipote è il Rabbi Menachem Mendel Schneerson, il settimo Rebbe di Chabad-Lubavitch.
2. Rabbi Yehuda Leib Schneersohn (Maharil) (1808-1866) abitò a Kopust. Pochi mesi dopo la morte di suo padre (e i fratelli non furono in grado di trovare un accordo), si trasferì a Kopust come Rebbe. Morì due mesi dopo. Ebbe tre figli:
  1. Rabbi Shlomo Zalman (1830-1900), che assunse la posizione del padre a Kopust. Non lasciò successori degni di nota. È l'autore di Magen Avos.
  2. Rabbi Shalom Duber (-1908) fu rabbino di Retzitza. Ebbe seguaci dopo la morte di suo fratello, Rabbi Shlomo Zalman. Non ebbe successori.
  3. Rabbi Shmaryahu Noach (1842-1924) fu rabbino di Babroisk. Ebbe seguaci dopo la morte del fratello, Rabbi Shlomo Zalman. Lui e suo figlio tennero una Yeshiva a Babroisk. È l'autore di Shemen La'maor. Non ebbe successori.
3. Rabbi Chaim Schneur Zalman (1814-1880) fu Rebbe di Liadi dopo la morte di suo padre. Fu succeduto da suo figlio, Rabbi Yitzchak Duber (1835-1910) di Liadi, autore di Siddur Maharid, e suo genero, Rabbi Levi Yitzchak (-1905) di Siratin, discepolo del Rebbe di Radzimin.
4. Rabbi Yisroel Noach (1815-1883) di Nizhyn, sebbene fosse ufficialmente un Rebbe, ebbe solo un ristretto seguito. Suo figlio era Rabbi Avraham Schneerson di Kischinev, la cui figlia, Nechama Dina Schneersohn, sposò Rabbi Yosef Yitzchok Schneersohn, sesto Rebbe di Chabad-Lubavitch.
5. Rabbi Yosef Yitzchak (1822-1876) fu Rebbe a Ovruch. Fu spinto ad assumere tale posizione da suo suocero, Rabbi Yaakov Yisroel di Cherkas (figlio di Rabbi Mordechai di Chernobyl e cognato di Dovber Schneuri, il Mitteler Rebbe), contro i desideri del padre.
6. Rabbi Yaakov, sebbene lasciasse eredi, morì molto giovane. Si conosce poco di lui.
7. Rabbi Shmuel (Maharash) (1834-1882) di Lyubavichi (Lubavitch), il cui figlio lo succedette come Rebbe di Lubavitch.[2]

## Ohr HaTorah
Rabbi Menachem Mendel Schneerson disse che l'opera dello Tzemach Tzedek "Ohr HaTorah"  conteneva tutti gli insegnamenti passati e futuri dei rebbe di Chabad.

## Studenti illustri
- Rabbi Hillel Paritcher
- Rabbi Shneur Zalman Fradkin di Lublino

## Opere
- Ohr HaTorah – Discorsi chassidici[10]
- Sefer HaLikkutim - Enciclopedia Chassidica [11]
- Derech Mitzvosecha – Spiegazione delle ragioni mistiche delle Mitzvos[12]
- Responsa Tzemach Tzedek - 8 voll.
- Sefer Chakira: Derech Emunah – esposizione della filosofia ebraica